# Hugh Laurie
James Hugh Calum Laurie, CBE (* 11. června 1959 Oxford), známý jako Hugh Laurie, je britský herec, hudebník, komik, spisovatel a sportovec. V letech 2004 až 2012 ztvárnil postavu dr. Gregoryho House, hlavního protagonistu televizního seriálu Dr. House, za což získal dva Zlaté glóby, dva Screen Actors Guild a sedm nominací na cenu Emmy. V roce 2011 se dostal do Guinnessovy knihy rekordů jako nejlépe placený herec v televizním dramatu (za jednu epizodu v seriálu Dr. House dostával 409 tisíc dolarů) a nejsledovanější mužská postava v televizi.

## Životopis

### Mládí a vzdělání
Laurie se narodil v Oxfordu v Anglii. Jeho otec William „Ran“ Laurie byl lékař, který získal zlatou medaili za veslování dvojic bez kormidelníka na Letních olympijských hrách 1948 v Londýně. Jeho matka Patricia Laidlaw zemřela když bylo Lauriemu 30 let. Laurie byl vychován v duchu presbyteriánské církve. Vyrůstal v Oxfordu a navštěvoval prestižní přípravnou školu Dragon School. Později se přihlásil na Eton a pak na Selwyn College v Cambridge, kde vystudoval předměty archeologie a antropologie.
Stejně jako jeho otec, byl i Laurie velký sportovec. Vesloval na střední škole i na univerzitě. V roce 1977 se stal juniorským mistrem Anglie a reprezentoval anglický juniorský tým na světovém šampionátu, kde skončil na 4. místě. Později, v roce 1980 se v posádce Oxfordu zúčastnil slavného veslařského závodu osmiveslic Oxfordu a Cambridge. Laurie je členem Leander Clubu, jednoho z nejstarších veslařských klubů na světě. Jeden z člunů v Selwynu byl pojmenován „Laurie“ na jeho počest.
Kvůli onemocnění infekční mononukleózou byl nucen zanechat veslování a tak se zapojil do činnosti v univerzitním divadelním spolku Cambridge Footlights, kde začínalo mnoho úspěšných britských komiků. Zde potkal Emmu Thompsonovou, se kterou navázal milostný vztah – dodnes jsou dobrými přáteli. Emma ho také seznámila se Stephenem Fryem, s nímž Laurie později vytvořil úspěšné komické duo. Laurie, Fry a Emma Thompsonová v roce 1984 parodovali sami sebe jako reprezentanty britské vědomostní soutěže University Challenge z „Footlights College, Oxbridge“ v epizodě „Bambi“ britského sitcomu Mladí v partě. V roce 1980–1981, což byl jeho poslední rok na univerzitě, se stal presidentem Footlights, přičemž Thompsonová se stala vicepresidentkou tohoto spolku. Spolu uvedli na festivalu v Edinburghu výroční hru, The Cellar Tapes, kterou napsal hlavně Laurie a Fry, a kde hrála Emma Thompsonová, Tony Slattery, Paul Shearer a Penny Dwyer. Tato hra vyhrála první cenu Perrier Comedy Award.

### Pozdější život
V červnu 1989 si vzal za ženu Jo Green, vedoucí správy divadla. Společně se svou dcerou Rebeccou (nar.1993) a dvěma syny, Billem (1991) a Charliem (1988), žijí v severním Londýně. Rebecca dostala roli pětileté Vivian Bearingové ve filmu Vtip (Wit). Laurieho nejlepší přátelé jsou Stephen Fry, Emma Thompson a jeho herecký partner z Dr. House Robert Sean Leonard.
Na BBC Radio 2 v interview Steveho Wrighta v lednu 2006 řekl, že zatímco pracuje ve Spojených státech na Dr. Houseovi, bydlí aktuálně v bytě v západním Hollywoodu.
Byl vyznamenán Řádem Britského impéria v seznamu New Year Honours 2007 za svůj přínos dramatu. Ze stejného důvodu v roce 2018 obdržel od královny Alžběty II. vyznamenání (CBE). 27. září 2016 získal vlastní hvězdu na Hollywoodském chodníku slávy.
Laurie bojuje s těžkou klinickou depresí a pravidelně navštěvuje svého psychoterapeuta. V jednom rozhovoru se vyjádřil, že poprvé měl problém během řízení na Charity demolition derby v roce 1996, kdy jel kolem explodujících aut a necítil se ani vzrušený, ani vystrašený (řekl, že se ve skutečnosti cítil znuděný). „Nuda,“ poznamenal v rozhovoru v pořadu Inside the Actors Studio, „není vhodná reakce na explodující automobily.“ Laurie přiznal v rozhovoru s Rolling Stones a jako host pořadu The Tonight Show, že jednou vyzkoušel hydrokodon/APAP (Vicodin) jako součást jeho přípravy na roli Dr. Gregoryho House.
V roce 2006 byl Laurie považován magazínem Life za nejvšestranněji nadaného muže všech dob.
Laurie obdivuje spisovatele P. G. Wodehouse: 27. května 1999 v The Daily Telegraph prohlásil, že mu četba Wodehouseova románu zachránila život.

## Umělecká kariéra

### Herectví
Cena Perrier Comedy Award vedla k převedení hry The Cellar Tapes na londýnské jeviště a později k její televizní verzi, jež byla vysílána v roce 1982. Tento fakt také zapříčinil, že Laurie, Fry a Thompsonová byli spolu s Benem Eltonem, Robbiem Coltranem a Siobhan Redmond vybráni, aby napsali a hráli v nové komediální show pro Granada Television Alfresco, která byla uvedena ve dvou sériích.
Během 80. a 90. let spolupracovali Laurie a Fry v několika projektech. Mezi nimi i v seriálu Černá zmije (v originále Blackadder), kterou napsal Ben Elton a Robert Curtis, a kde hrál Laurie různé role, nejčastěji však prince George a poručíka George; dále jejich komediální „sketch show“ A Bit of Fry & Laurie, kterou BBC vysílala v letech 1989–1995, a seriál Jeeves and Wooster, což byla adaptace příběhu P.G.Wodehouse, ve které Laurie hrál Jeevesova zaměstnavatele, roztomilého blbce Bertieho Woostera. To byla role, kde Laurie projevil svůj talent také jako pianista a zpěvák. On a Fry společně pracovali také na různých dobročinných představeních, jako např. Histeria! 1, 2 & 3, Tajemství třetího policistova balonu (v originále The Secret Policeman's Third Ball) a varietní show Fry and Laurie Host a Christmas Night with the Stars. Spolupracovali na filmu Petrovi přátelé (v orig. Peter's Friends).
V roce 1992 se Laurie objevil v klipu k singlu „Walking On Broken Glass“ od Annie Lennox, v kostýmu z Černá zmije III. Také se objevil jako vědec ve videu „Experiment IV“ od Kate Bushové.
Pozdější filmy, kde se Laurie objevil, zahrnují Rozum a cit (Sense and Sensibility, 1995) v hlavní roli s Emmou Thompsonovou; akční Disneyho film 101 Dalmatinů (101 Dalmatins), kde si zahrál Jaspera, najatého zloděje pro krádež štěňat; Eltonovu adaptaci jeho románu „Inconcevaible“, Možná, miláčku (Maybe, Baby, 2000); dále Dívka z Ria (Girl from Rio); remake Let Fénixe (The Flight of the Phoenix, 2004); a tři filmy Stuart Little.
V roce 1996 vyšel Laurieho první román The Gun Seller, kde si autor dělal legraci z žánru thrilleru. Tento román se stal bestsellerem. Od té doby pracoval na scénáři pro jeho filmovou verzi a dále také na svém druhém románu, The Paper Soldier.
V roce 1998 obdržel nabídku hostovat v seriálu Přátelé, v epizodě „The One with Ross's Wedding, Part Two“. Díky velké popularitě House si krátkou scénou v této epizodě získal oblibu fanoušků obou seriálů, zvláště díky neobvykle drsnému použití jména „Pheebs“.
Od roku 2002 se Laurie objevuje v řadě britských televizních dramat, hostoval ve dvou epizodách první série špionážního seriálu MI5 (Spooks) na BBC One. V roce 2003 hrál a režíroval seriál Fortysomething (v jedné epizodě se objevil Stephen Fry). V roce 2001 namluvil postavu právníka v kresleném seriálu Family Guy v epizodě „One If by Clam, Two If by Sea“. Laurie byl také postavou pana Wolfa v animovaném seriálu Preston Pig. Kromě toho byl účastníkem diskuze v QI, kde Fry působí jako moderátor. V roce 2004 Laurie hostoval jako profesor v obžalobě vesmírné sondy zvané Beagle, v Show Lennyho Henryho (The Lenny Henry Show).
Ačkoli byl Hugh Laurie známý v Británii už od 80. let, do povědomí amerického publika se dostal až v roce 2004, kdy si poprvé zahrál jako ošetřující lékař Dr. Gregory House v populárním lékařském dramatu Dr. House stanice Fox. Kvůli této roli si Laurie musel osvojit americký akcent. Během té doby filmoval v Namibii Let Fénixe konkurzní nahrávku pro show natočil v hotelu v koupelně, jediném místě, kde měl dostatek světla. Jeho americký akcent byl tak přesvědčivý, že výkonný producent, Bryan Singer, který netušil, že Laurie je Angličan, na něj ukazoval právě jako na zajímavého amerického herce, kterého hledal.
V červenci 2005 byl Laurie nominován na Emmy za roli House. Ačkoli nevyhrál, obdržel Zlatý glóbus v letech 2006 a 2007 za jeho práci v seriálu (jedna z několika obdržených cen v následujících letech) a cenu Sdružení filmových herců v letech 2007 a 2009. Laurie byl také oceněn zvýšením platu, který prý činí $350,000 za epizodu[zdroj?]. Laurie nebyl nominován na ceny Emmy pro rok 2006.
Hugh Laurie byl obsazen jako vydavatel Daily Planet Perry White ve filmu Superman se vrací (Superman returns, 2006), ale musel tuto roli odmítnout kvůli své zaneprázdněnosti v Houseovi (mimochodem, seriál vyrábí Bad Hat Harry Productions, která je vlastníkem režiséra filmu Superman se vrací, Briana Singera.)
V červenci 2006 se Laurie objevil v pořadu Inside the Actors studio kanálu Bravo!, kde také zazpíval a zahrál na klavír jednu ze svých vlastních písní, „Mystery“.
Laurie hostoval v pořadu Saturday Night Life stanice NBC převlečený za transvestitu ve skeči o muži (Kenan Thompson) se zlomenou nohou, který naříká na nečestnost svého doktora. Laurie hrál ženu onoho muže.
V srpnu 2007 se objevil v dokumentu stanice BBC Four, Stephen Fry: 50 Not Out, natočeném na oslavu Fryových padesátých narozenin. V následujících dvou letech se například objevil v Blackadder Rides Again, Street Kings a Monstra vs. Vetřelci, podruhé uváděl Saturday Night Live, v epizodě „Peter byznysmenem“ seriálu Griffinovi parodoval vlastní postavu Gregoryho House a konečně v roce 2010 nadaboval postavu Rogera v epizodě Simpsonových.
V únoru 2012 bylo oznámeno, že osmá série pořadu Dr. House bude poslední. Roku 2015 si zahrál zápornou roli ve filmu Země zítřka. Jako zločinec vystupoval také v miniseriálu Noční recepční, který byl poprvé odvysílán na BBC a za který vyhrál cenu Zlatý glóbus. V letech 2016 až 2017 se objevil jako hlavní role seriálu Chance.

### Hudba
Laurie umí hrát na klavír, kytaru, bicí, harmoniku a saxofon a na klavír se učil již od šesti let. Svůj hudební talent projevil v mnoha pořadech, zejména v A Bit of Fry and Laurie, Jeeves and Wooster, Dr. House a také když hostoval v Saturday Night Life 28. října 2006. Působí i jako zpěvák a hráč na klávesy v losangeleské rockové skupině „Band From TV“.
26. července 2010 prohlásil, že bude vydávat bluesové album Let Them Talk pod Warner Bros. Records. Poprvé bylo vydáno 18. dubna 2011 ve Francii, v Německu o jedenáct dní později, ve Spojeném království 9. května a ve Spojených státech až 6. září téhož roku. Na albu spolupracoval například s umělci Tomem Jonesem, Irmou Thomasovou nebo Dr. Johnem.
1. května 2011 získal Laurie společně s jazzovým kvintetem na Cheltenham Jazz Festivalu velké uznání. O čtrnáct dní později se objevil v ITV pořadu Perspectives, kde hovořil o své lásce k neworleánské hudbě a o hraní vlastního alba ve městě samotném.
Jeho druhé album Didn't It Rain vyšlo ve Spojeném království 6. května 2013. Ve stejném roce vystoupil se svou kapelou na Queen Mary, což bylo natočeno a později vydáno jako Live on the Queen Mary v podobě DVD nebo Blu-ray. Několikrát hrál i v Česku; poprvé 26. července 2013, podruhé 22. července 2014.

## Ocenění

### Emmy Award
- 2005, 2007, 2008, 2009, 2010, 2011 – nominace – Nejlepší herec v hlavní roli dramatického seriálu
- 2009 – nominace – Nejlepší herec v dramatickém seriálu
- 2016 – nominace – Nejlepší herec ve vedlejší roli miniseriálu nebo filmu, Nejlepší herec miniseriálu
- 2017 – nominace – Nejlepší hostující herec v komediálním seriálu

### Zlatý Glóbus
- 2006, 2007 – vítěz – Nejlepší herecký výkon v televizním dramatickém seriálu
- 2008, 2009, 2010, 2011 – nominace – Nejlepší herecký výkon v televizním dramatickém seriálu
- 2017 – vítěz – Nejlepší herec ve vedlejší roli seriálu, miniseriálu nebo filmu

### Ceny sdružení filmových herců
- 2006, 2008, 2010, 2011 – nominace – Nejlepší mužská role v dramatickém seriálu
- 2007, 2009 – vítěz – Nejlepší mužská role v dramatickém seriálu
- 2016, 2017 – nominace – Nejlepší výstup v seskupení komediálního seriálu

### Satellite Awards
- 2005, 2006 – vítěz – Nejlepší herec v dramatickém seriálu
- 2007 – nominace – Nejlepší herec v dramatickém seriálu
- 2016 – nominace – Nejlepší herec ve vedlejší roli seriálu, miniseriálu nebo filmu

### Ceny asociace televizních kritiků
- 2005, 2006 – vítěz – Jedinečný výkon v dramatu
- 2007, 2009 – nominace – Jedinečný výkon v dramatu
- 2016 – nominace – Jedinečný výkon ve filmu, miniseriálu nebo speciálu

### Teen Choice Awards
- 2007 – vítěz – Televizní herec: drama
- 2011 – nominace – Televizní herec: drama

### People's Choice Awards
- 2009, 2010 – vítěz – Oblíbená mužská televizní hvězda
- 2011 – vítěz – Oblíbený televizní herec v roli doktora, Oblíbený televizní herec v roli doktora dramatického seriálu
- 2012 – nominace – Oblíbený televizní herec v roli doktora dramatického seriálu

### Jiná ocenění
- 2011 – vítěz – Hudebník roku (Gentlemen's Quarterly)
- 2013
  - Vítěz – Nejlepší herec pro roli Pana Pipa (New Zealand Film Awards)
  - Získal cenu Excellence Guirlande D'Honneur a byl přidán do Síně slávy FICTS (Sport Movies & TV – Milano International FICTS Fest)
- 2014
  - Vítěz – Jazz & Blues (Lunas del Auditorio)
  - Nominace – Výstup v komedii, vedlejší role – postava Newton ve hře LittleBigPlanet3 (Ceny National Academy of Video Game Trade Reviewers)

## Diskografie
- 2011 – Let Them Talk
- 2013 – Didn't It Rain

## Filmografie

### Film
| Rok  | Název                                                | Role                                     | Poznámky            |
| ---- | ---------------------------------------------------- | ---------------------------------------- | ------------------- |
| 1985 | Víc než dost                                         | Michael                                  |                     |
| 1989 | Strapless                                            | Colin                                    |                     |
| 1992 | Petrovi přátelé                                      | Roger Charleston                         |                     |
| 1994 | Špendlík na motýla                                   | Strýc                                    |                     |
| 1995 | Rozum a cit                                          | Pan Palmer                               |                     |
| 1996 | 101 dalmatinů                                        | Jasper                                   |                     |
| 1997 | Spice World                                          | Poirot                                   |                     |
| 1997 | Pidilidi                                             | Strážník Oliver Steady                   |                     |
| 1997 | Lví království                                       | Steve Harris                             |                     |
| 1998 | Muž se železnou maskou                               | Pierre                                   |                     |
| 1998 | Madam Bette                                          | Baron Hector Hulot                       |                     |
| 1999 | Bestián: Kupředu, zpátky jen krok!                   | Viscount George Bufton-Tufton / Georgius |                     |
| 1999 | Myšák Stuart Little                                  | Frederick Little                         |                     |
| 2000 | Možná, miláčku                                       | Sam Bell                                 |                     |
| 2001 | Dívka z Ria                                          | Raymond Woods                            |                     |
| 2001 | Ztracený dárek                                       | Archie (hlas)                            |                     |
| 2001 | The Piano Tuner                                      | Charles                                  | krátkometrážní film |
| 2001 | Já a mé přízraky                                     | Vincente Minnelli                        |                     |
| 2002 | Myšák Stuart Little 2                                | Frederick Little                         |                     |
| 2003 | Mladí návštěvníci                                    | Lord Bernard Clark                       |                     |
| 2004 | Let Fénixe                                           | Ian                                      |                     |
| 2005 | The Big Empty                                        | Doktor                                   |                     |
| 2005 | Myšák Stuart Little 3                                | Frederick Little (hlas)                  |                     |
| 2005 | Valiant                                              | Gutsy (hlas)                             |                     |
| 2008 | Street Kings                                         | Kapitán James Biggs                      |                     |
| 2009 | B.O.B.'s Big Break                                   | Dr. Cockroach Ph.D. (hlas)               |                     |
| 2009 | Monsters vs Aliens: Mutant Pumpkins from Outer Space | Dr. Cockroach Ph.D. (hlas)               |                     |
| 2009 | Monstra versus vetřelci                              | Dr. Cockroach Ph.D. (hlas)               |                     |
| 2011 | Dcera nejlepšího kamaráda                            | David Walling                            |                     |
| 2011 | Velká vánoční jízda                                  | Steve (hlas)                             |                     |
| 2011 | Hon                                                  | Otec E.B. (hlas)                         |                     |
| 2012 | Pan Pip                                              | Pan Watts                                |                     |
| 2014 | Shrek's Thrilling Tales                              | Dr. Cockroach Ph. D. (hlas)              |                     |
| 2015 | Země zítřka                                          | David Nix                                |                     |
| 2018 | Holmes and Watson                                    | Mycroft Holmes                           |                     |
| 2020 | The Personal History of David Copperfield            | Pan Dick                                 |                     |

### Televize
| Rok       | Název                             | Role                                   | Poznámky                                    |
| --------- | --------------------------------- | -------------------------------------- | ------------------------------------------- |
| 1981      | The Cellar Tapes                  | Různé postavy                          | také scenárista                             |
| 1982      | There's Nothing to Worry About!   | Různé postavy                          | také scenárista                             |
| 1983      | Alfresco                          | Různé postavy                          | také scenárista                             |
| 1983      | The Crystal Cube                  | Různé postavy                          |                                             |
| 1984      | Mladí v partě                     | Lord Monty                             | díl: „Bambi“                                |
| 1985      | Letters from a Bomber Pilot       | Bob Hodgson                            |                                             |
| 1985      | Mrs. Capper's Birthday            | Bobby                                  | televizní film                              |
| 1985      | Happy Families                    | Jim                                    |                                             |
| 1986      | Černá zmije                       | Simon Partridge                        | díl: „Beer“                                 |
| 1986      | Černá zmije                       | Prince Ludwig the Indestructible       | díl: „Chains“                               |
| 1987      | Filthy Rich & Catflap             | N'Bend                                 |                                             |
| 1987      | Černá zmije III                   | Prince George                          |                                             |
| 1988      | Vánoční koleda u Černé zmije      | Prince George                          |                                             |
| 1989      | Černá zmije IV                    | George Colhurst St. Barleigh           |                                             |
| 1989      | The New Statesman                 | Číšník                                 |                                             |
| 1989–95   | A Bit of Fry and Laurie           | Různé postavy                          | také scenárista                             |
| 1990–93   | Jeeves and Wooster                | Bertie Wooster                         |                                             |
| 1993      | All or Nothing at All             | Leo Hopkins                            | televizní film                              |
| 1996      | Tracey Takes On...                | Timothy Bugge                          | 1. řada                                     |
| 1998      | Přátelé                           | Gentleman v letadle                    | díl: „The One with Ross's Wedding (part 2)“ |
| 1998      | The Bill                          | Harrap                                 |                                             |
| 2000      | Randall and Hopkirk               | Dr. Lawyer                             | díl: „Mental Apparition Disorder“           |
| 2000      | Dominion                          | Cenzo (hlas)                           |                                             |
| 2000      | Little Grey Rabbit                | Hare (hlas)                            |                                             |
| 2001–2009 | Griffinovi                        | Dr. Gregory House / Patron baru (hlas) | 2 díly                                      |
| 2002      | The Strange Case of Penny Allison | Různé postavy                          |                                             |
| 2002      | MI5                               | Jools Siviter                          | 2 díly                                      |
| 2003      | Čtyřicítka na krku                | Paul Slippery                          | 6 dílů                                      |
| 2003      | Myšák Stuart Little               | Frederick Little (hlas)                | 6 dílů                                      |
| 2003      | MechaNick                         | Vypravěč                               | 6 dílů                                      |
| 2004      | Pohádka o Honzíkovi Mrazíkovi     | Vypravěč                               | televizní film                              |
| 2004      | The Lenny Henry Show              | Profesor                               | díl: „1.1“                                  |
| 2004–12   | Dr. House                         | Dr. Gregory House                      | hlavní role, 176 dílů                       |
| 2006–2008 | Saturday Night Live               | Moderátor                              | 2 díly                                      |
| 2010      | Simpsonovi                        | Roger (hlas)                           | díl: „Treehouse of Horror XXI“              |
| 2011      | Later... with Jools Holland       | Sám sebe                               |                                             |
| 2015–16   | Viceprezident(ka)                 | Sen. Tom James                         | 14 dílů                                     |
| 2016      | Noční recepční                    | Richard Onslow Roper                   | limitovaný seriál, 6 dílů                   |
| 2016-17   | Chance                            | Dr. Eldon Chance                       | hlavní role, 20 dílů                        |
| 2019      | Catch-22                          | Major de Coverley                      | hlavní role, 3 díly                         |
| 2020      | Avenue 5                          | Ryan Clark                             | hlavní role                                 |

### Videohry
| Rok  | Název            | Role   | Poznámky |
| ---- | ---------------- | ------ | -------- |
| 2014 | LittleBigPlanet3 | Newton |          |

## Díla
- Obchodník se smrtí (The Gun Seller) (1996) ISBN 978-80-7388-101-6
- The Paper Soldier (nadcházející – ohlášeno v září 2009)